# Not So Quiet on the Western Front
Not So Quiet on the Western Front — хардкор-компиляция, выпущенная в 1982 году лейблом Alternative Tentacles. Задокументировала музыку представителей сцен Северной Калифорнии и Невады. Позже запись была переиздана на CD в 1999 году.

## Об альбоме
Сборник был выпущен совместно с Джеффом Бэйлом (постоянным колумнистом MaximumRocknRoll) и его лейблом Sonic Reducer Records. Третьим участником подбора треков для сборника был Тим Йоханнэн. Not So Quiet on the Western Front стал первым сборником, задокументировавшим сцены Северной Калифорнии и Невады (позже идея выпускать подобные сборники была подхвачена в других городах другими лейблами). К записи прилагался первый выпуск MRR ещё до того, как он получил название MRR.

## Список композиций
1. «Intensified Chaos» by Intensified Chaos (0:56)
2. «Their Mistakes» by Social Unrest (2:26)
3. «Dan With The Mellow Hair» by Naked Lady Wrestlers (2:20)
4. «Holocaust» by M.A.D.(1:03)
5. «Rich Plastic People» by Killjoy (1:44)
6. «Fun With Acid» by Fang (2:07)
7. «El Salvador» by Capitol Punishment (1:11)
8. «Collapse» by Ribsy (0:48)
9. «Annihilation» by Crucifix (1:13)
10. «I Don’t Wanna Die For My Country» by Square Cools (1:30)
11. «Pay Salvation» by Los Olvidados (2:06)
12. «What Price Will You Pay?» by Code Of Honor (1:58)
13. «Fuck Your Amerika» by 7 Seconds (0:49)
14. «Race War» by Unaware (1:35)
15. «Turmoil» by Frigidettes (2:05)
16. «Don’t Conform» by 5th Column (1:30)
17. «Shrunken Heads» by Ghost Dance (2:35)
18. «A Child And His Lawn Mower» by Dead Kennedys (0:55)
19. «All I Know» by Rebel Truth (1:10)
20. «Learning Process» by Pariah (2:01)
21. «Reagum» by Lennonburger (1:11)
22. «Praise The Lord & Pass The Ammunition» by Impatient Youth (2:27)
23. «GDMFSOB» by Bad Posture (1:31)
24. «Assassination Attempt» by Demented Youth (1:22)
25. «The Only Good Cop…» by MDC (0:58)
26. «The Few, The Proud, The Dead» by Karnage (0:40)
27. «Scare» by Domino Theory (1:20)
28. «Dead Porker» by NBJ (3:03)
29. «Human Farm» by Whipping Boy (1:07)
30. «Worker Bee» by Angst (0:54)
31. «Premature Enlistment» by Free Beer (1:57)
32. «Sacrifice» by Flipper (4:35)
33. «No One Listens» by Vengeance (2:00)
34. «S&M Nightmare» by Juvenile Justice (1:49)
35. «Fat, Drunk, & Stupid» by Section 8 (0:51)
36. «Libyan Hit Squad» by Tongue Avulsion (1:02)
37. «Off To War» by Maniax (3:31)
38. «Strike Out» by Vicious Circle (0:38)
39. «Breakout» by UXB (1:42)
40. «Shitcan» by Scapegoats (1:13)
41. «The Oven Is My Friend» by Church Police (2:40)
42. «Systems Suck» by Deadly Reign (1:31)
43. «Dead Men Tell No Tales» by No Alternative (2:03)
44. «Punk Is An Attitude» by Wrecks (1:10)
45. «SLT» by Urban Assault (1:31)
46. «No More Riots» by Bent Nails (2:49)
47. «New Left» by MIA (0:44)